# روادید شنگن

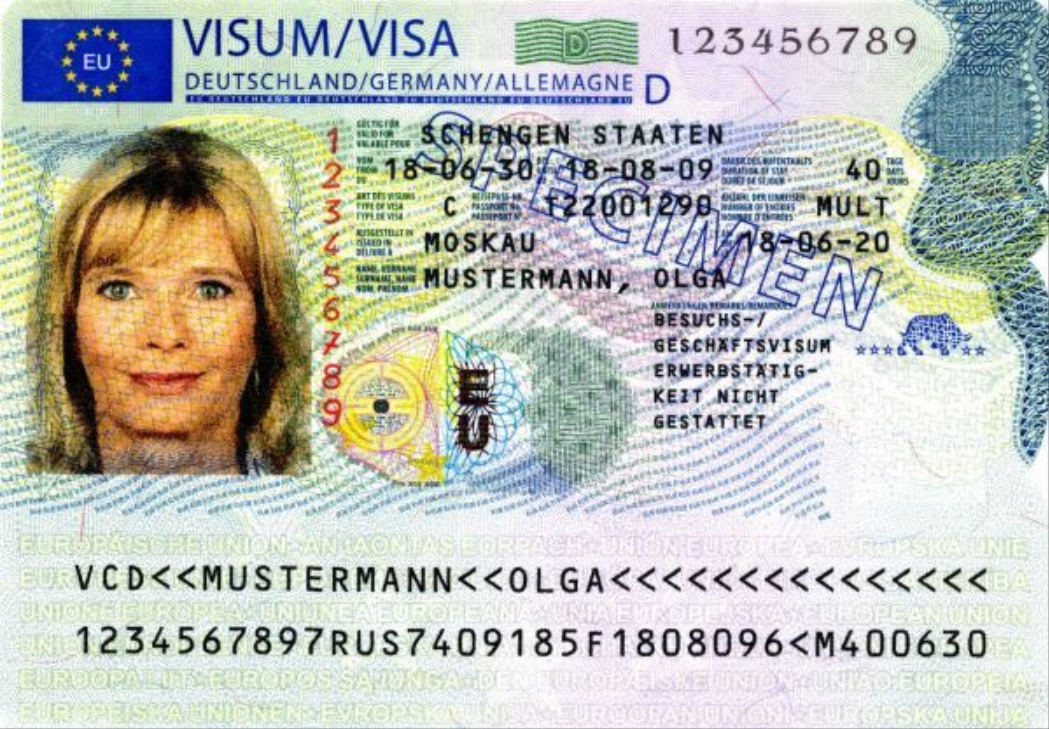
ویزا شنگن صادره از آلمان

ویزای شنگن ویزایی است که به دارنده آن اجازه می‌دهد از راه هوا، دریا یا زمین وارد کشورهای عضو منطقه شنگن شود.
قرارداد شنگن Schengen نام خود را از دهکده‌ای به همین نام در لوکزامبورگ گرفته است جایی که مرز این کشور با آلمان و فرانسه تلاقی می‌کند، معاهده شنگن یک قرارداد است که در ۱۴ ژوئن سال ۱۹۸۵ در کشور لوکزامبورگ مابین ۵ کشور (هلند، آلمان، لوکزامبورگ، فرانسه و بلژیک) امضا شد، با این معاهده، تردد ساکنین این کشورها بدون ویزا در این منطقه آزاد شد تا مشکلات رفت و آمد بین مرزی برای آن‌ها کم شود. بعد از گذشت ۵ سال و در ۲۷ نوامبر ۱۹۹۰ ایتالیا، ۲۵ ژوئن ۱۹۹۱ پرتغال و اسپانیا، و در ۶ نوامبر ۱۹۹۲ یونان به این معاهده پیوستند و جزو منطقه شنگن شدند. در حال حاضر ۲۹ کشور عضو پیمان شنگن می‌باشند.

## قوانین ویزای حوزه شنگن
به قوانینی گفته می‌شود که توسط اتحادیه اروپا تعیین و در حوزه شنگن و دیگر اعضای اتحادیه اروپا به اجرا در می‌آید. این قوانین می‌گوید اگر فردی غیر اروپایی بخواهد به کشورهای عضو اتحادیه اروپا، حوزه اقتصادی اروپا، سوئیس یا قبرس وارد شود باید ویزای شنگن دریافت کند.
حوزه شنگن شامل ۲۵ کشور عضو اتحادیه اروپا و چهار کشور غیر عضو ایسلند، لیختن‌اشتاین، نروژ و سوئیس می‌شود. قبرس هنوز عضوی از شنگن نیست اما قوانین ویزای آن بر اساس قوانین ویزای شنگن بنا شده‌است. بلغارستان و رومانی جدیدترین اعضای پیمان شنگن هستند. با در نظر گرفتن اهداف سفر، ویزای عادی شنگن به هفت نوع C, B، A , ویزای ملی ,ویزای دوبار ورود , ویزای یک بار ورود و ویزای چندبار ورود تقسیم می‌شود.
منطقه شنگن ۲۹ کشور را شامل می‌شود. این کشورها عبارتند از: اتریش، بلژیک، بلغارستان، کرواسی، جمهوری چک، دانمارک، استونی، فنلاند، فرانسه، آلمان، یونان، مجارستان، ایسلند، ایتالیا، لتونی، لیختن اشتاین، لیتوانی، لوکزامبورگ، مالت، هلند، نروژ، لهستان، پرتغال، رومانی، اسلواکی، اسلوونی، اسپانیا، سوئد و سوئیس.

## نقشه قوانین ویزا

کشورهای عضو شنگن
سایر اعضای اتحادیهٔ اروپا و سرزمین‌های خارج از حوزه شینگن با امکان ورود و اقامت نامحدود در حوزه شنگن
بدون نیاز به درخواست ویزا برای اقامت کوتاه‌مدت در حوزه شنگن (معمولا برای ۹۰ روز در هر دوره ۱۸۰ روزه آزاد است) (EC 539/2001 Annex II)
نیاز به درخواست ویزا برای ورود به حوزه شنگن، و در برخی موارد، برای ترانزیت در برخی از کشورهای شنگن (EU 2018/1806 Annex I)
نیاز به درخواست ویزا برای ورود یا ترانزیت در هر کشوری از حوزه شنگن (EC 810/2009 Annex IV)

## فهرست کشورهای شامل ویزای شینگن
| - اتریش - بلژیک - کرواسی - جمهوری چک - دانمارک - استونی - فنلاند - فرانسه - آلمان | - یونان - مجارستان - ایسلند - لتونی - لیتوانی - لوکزامبورگ - مالت - لهستان - پرتغال | - اسلواکی - اسلوونی - اسپانیا - سوئد - سوئیس - ایتالیا - لیختن‌اشتاین - هلند - نروژ |

## مدارک لازم ویزای شینگن برای ایرانی‌ها
- پاسپورت معتبر با بیش از شش ماه اعتبار از تاریخ سفر
- فرم درخواست ویزای شینگن
- تمکن مالی
- ارائه گردش حساب سه ماهه اخیر
- عکس پرسنلی
- اصل شناسنامه و کارت ملی
- گواهی اشتغال به تحصیل و گواهی اشتغال به کار
- دعوتنامه
- رزرو بلیت رفت و برگشت و برنامه سفر